# Сукхавати

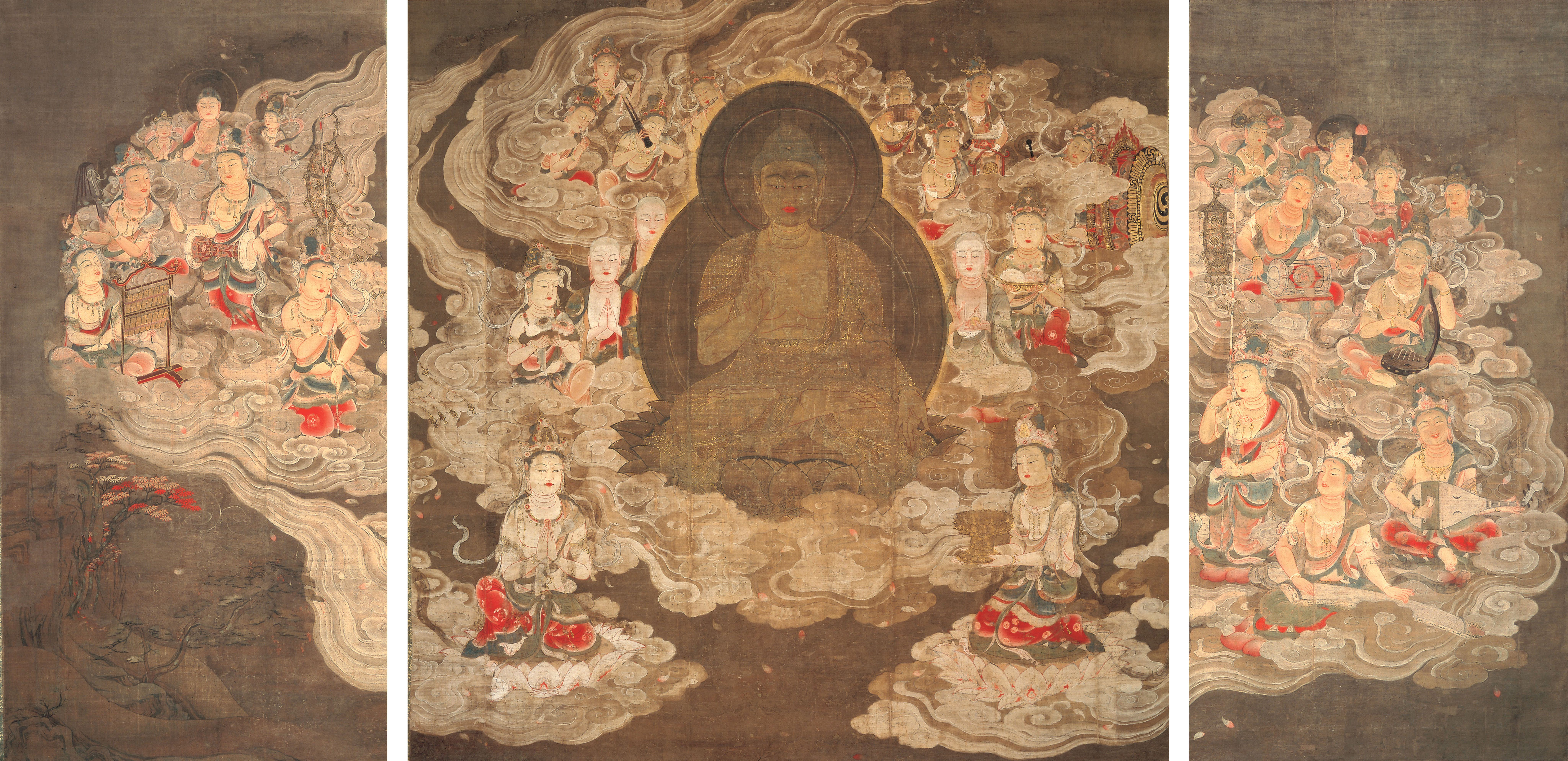
Мир Сукхавати: Амитабха в окружении бодхисаттв (Япония, период Хэйан).

Западный Рай (кит. 西天 Xītiān; также именуется Обителью блаженства (санскр. सुखावती — Сукхавати, тиб. བདེ་བ་ཅན་ — Девачен, кит. Цзиле 極樂; яп. Гокураку 極楽) или Умиротворённым блаженством (кит. Ānlè 安樂; яп. Анраку 安楽)) — Чистая Земля будды Амитабхи в буддизме Махаяны.
Описан в Сукхавативьюха-сутрах. В Амитаюрдхьяна-сутре описаны способы достижения Чистой Земли, из них: созерцание заходящего солнца, которое должно быть ясно видимо с открытыми и закрытыми (визуализация) глазами, созерцание воды и льда, почвы, драгоценных деревьев, Обители Блаженства, лотосового трона, трёх Святых, Амитабхи, бодхисаттв Авалокитешвары и Махастхамапрапты.
Попадание после смерти в рай будды Амитабхи считается высшей целью в буддизме Чистой Земли. В тибетском буддизме, особенно в школах традиции кагью, также практикуются методы, направленные на искусственное перенесение сознания умершего в Чистую землю Амитабхи; один из таких методов, происходящий из традиции Лонгчен Ньингтиг школы ньингма, широко распространял на Западе лама Оле Нидал.
Художественный образ Западного рая Амитабхи оказал сильное влияние на вид японских садов в эпоху Хэйан.